# Mayra Najar
Mayra Cecilia Najar Solís (Lima, 4 de junio de 1986) es una actriz, directora y profesora de teatro peruana. Dentro de sus personajes que ha interpretado, es reconocida por su papel estelar de Alicia Cotito en la teleserie Al fondo hay sitio y el protagónico de Antonia Robles en El último bastión.[cita requerida]

## Biografía
Mayra Cecilia Najar Solís nació el 4 de junio de 1986 en la capital peruana Lima, proveniente de una familia de raíces afroperuanas.[cita requerida] Realizó sus estudios escolares en el colegio Liceo Naval Teniente Clavero y posteriormente, la carrera de ciencias de la comunicación en la Pontificia Universidad Católica del Perú.[cita requerida] Tras haber culminado, trabajó como asistente de vestuario de la telenovela peruana La pre. No fue hasta el año 2008, cuando Najar empezó a optar por la actuación gracias por haber aceptado la propuesta de una productora en común y debuta de manera oficial como actriz en la telenovela peruana Graffiti, donde interpretó a Jennifer López.
En el año 2010, coprotagonizó la serie biográfica Eva, la cual interpretaría a la cantante criolla Eva Ayllón en su etapa adolescente y obtendría una gran aceptación por su desempeño.
Tras haber participado en cortos papeles para series y películas, en el 2013 inicia su participación en la teleserie cómica peruana Al fondo hay sitio con su personaje estelar de Alicia Cotito, quién sería una estudiante de ingeniería y enamorada temporal de  «Jhonny» Gonzáles (interpretado por el actor Joaquín Escobar). Además, asume el rol principal en la serie de televisión Nuestra historia como Sandra Gálvez entre los años 2015 y 2016.[cita requerida] Protagonizó la serie web Con mi novio no te metas en el 2017, donde interpreta a Carolina y compartió el rol junto a José Dammert. Coprotagonizó con el actor peruano Santiago Suárez la microobra teatral Huracán en el año 2016.
Najar asume de nuevo el protagónico de la telenovela histórica El último bastión en 2019 interpretando al personaje de Antonia Robles, la cual recibe la nominación a «Mejor actriz» por parte de los Premios Fama de diario La República y prestó su presencia para la película Función velorio de Aldo Miyashiro en el año 2020.[cita requerida] En el teatro, Najar hizo su debut con la obra En la calle del espíritu santo en el 2014, participó en el proyecto Un país tan dulce de la dirección de Alberto Ísola y protagonizó el montaje teatral La sangre es mujer en 2022 como Cassandra, la cual esta última fue presentada en el Teatro Julieta y compartió escenas al lado de Cindy Díaz y Juan Carlos Pastor. Además, asume el protagónico de su propia obra testimonial Negra, la cual participó al lado de Anaí Padilla y fue estrenado en el Festival Sótano 2, incluyendo su coprotagónico del proyecto Santiago el pasajero como María. Protagonizó la obra de teatro peruana Miss Lima, interpretando al personaje homónimo.[cita requerida]
Protagonizó con Stephany Orúe la obra Vota x ti, vota x todas en el año 2021 y fue estrenada en el Teatro La Plaza además de participar en la subobra musical Cardo o ceniza del montaje Por Chabuca, relatos breves de una canción al lado de Airam Galliani al año siguiente.[cita requerida]

## Filmografía

### Televisión
| Año       | Título                   | Rol                      | Notas                         | Emisión            | Ref.             |
| --------- | ------------------------ | ------------------------ | ----------------------------- | ------------------ | ---------------- |
| 2008      | Graffiti                 | Jennifer López           | Rol secundario                | Frecuencia Latina  | [cita requerida] |
| 2010      | Eva                      | Eva Ayllón (adolescente) | Rol coprotagónico             | Frecuencia Latina  | [ 4 ]            |
| 2013      | Al fondo hay sitio       | Alicia Cotito            | Rol principal                 | América Televisión | [ 3 ] [ 5 ]      |
| 2015-2016 | Nuestra historia         | Sandra Gálvez Robles     | Rol principal                 | TV Perú            | [cita requerida] |
| 2017      | Con mi novio no te metas | Carolina                 | Rol protagónico               |                    | [ 6 ]            |
| 2018-2019 | El último bastión        | Antonia Robles Mazombé   | Rol protagónico               | TV Perú            | [ 12 ]           |
| 2023      | Love, la serie           | Moira                    | Rol protagónico               |                    | [cita requerida] |
| 2023      | Maricucha 2              | Rebeca / «Becky»         | Rol de antagonista recurrente | América Televisión | [ 15 ] [ 16 ]    |

### Cine
| Año  | Título                        | Rol                    | Notas                                   | Ref.             |
| ---- | ----------------------------- | ---------------------- | --------------------------------------- | ---------------- |
| 2019 | Django: En el nombre del hijo | Blanca Nieves / «Lupe» | Rol secundario                          | [cita requerida] |
| 2020 | Función velorio               |                        | Rol principal Dirección: Aldo Miyashiro | [cita requerida] |

### Teatro
| Año  | Título                                     | Rol              | Notas                                    | Ref.             |
| ---- | ------------------------------------------ | ---------------- | ---------------------------------------- | ---------------- |
| 2014 | En la calle del espíritu santo             |                  | Rol principal                            | [ 9 ]            |
| 2016 | La encantadora de huevos                   |                  | Rol principal                            | [cita requerida] |
| 2016 | Huracán                                    |                  | Rol coprotagónico                        | [ 7 ]            |
| 2016 | El color de la libertad                    |                  | Rol principal                            | [ 17 ]           |
| 2016 | José Aurelio rumbo a Francia               |                  | Rol principal                            | [ 18 ]           |
| 2017 | ¡Hey, Macarena!                            | Virgen del Rocío | Rol protagónico                          | [cita requerida] |
| 2017 | El show de Lázaro                          | Ella misma       | Directora general                        | [cita requerida] |
| 2017 | Clandestinos                               | Ella misma       | Productora ejecutiva                     | [cita requerida] |
| 2017 | Una bala para nuestro amor                 |                  | Rol coprotagónico                        | [cita requerida] |
| 2017 | El camerino de las vanidades               |                  | Rol protagónico                          | [cita requerida] |
| 2018 | Negra                                      | Ella misma       | Rol protagónico                          | [ 12 ]           |
| 2018 | PVTA, la diosa griega                      |                  | Rol protagónico                          | [cita requerida] |
| 2019 | La Celestina                               |                  | Rol principal Autor: Fernando de Rojas   | [cita requerida] |
| 2019 | Miss Lima                                  | «Miss Lima»      | Rol protagónico                          | [cita requerida] |
| 2019 | Un país tan dulce                          |                  | Rol principal                            | [ 19 ]           |
| 2021 | Vota x ti, vota x todas                    |                  | Rol protagónico                          | [ 14 ]           |
| 2021 | Santiago el pasajero                       | Estrella         | Rol principal Autor: Julio Ramón Ribeyro | [ 13 ]           |
| 2021 | Locas, despechadas y peligrosas            | Ella misma       | Autora y directora                       | [ 20 ]           |
| 2021 | La vida es sueño                           | Estrella         | Rol principal                            | [ 21 ]           |
| 2022 | Por Chabuca, relatos breves de una canción |                  | Rol principal                            | [cita requerida] |
| 2022 | La sangre es mujer                         | Cassandra        | Rol protagónico                          | [ 11 ] [ 22 ]    |
| 2023 | La vida es sueño                           | Estrella         | Rol principal                            | [ 23 ]           |

## Premios y nominaciones
| Año  | Premios                      | Categoría      | Trabajo           | Resultado | Ref.  |
| ---- | ---------------------------- | -------------- | ----------------- | --------- | ----- |
| 2019 | Premios Fama de La República | «Mejor actriz» | El último bastión | Nominada  | [ 8 ] |